# Xeloma leprosa
Xeloma leprosa är en skalbaggsart som beskrevs av Hermann Burmeister 1842. Xeloma leprosa ingår i släktet Xeloma och familjen Cetoniidae. Inga underarter finns listade i Catalogue of Life.

## Bildgalleri

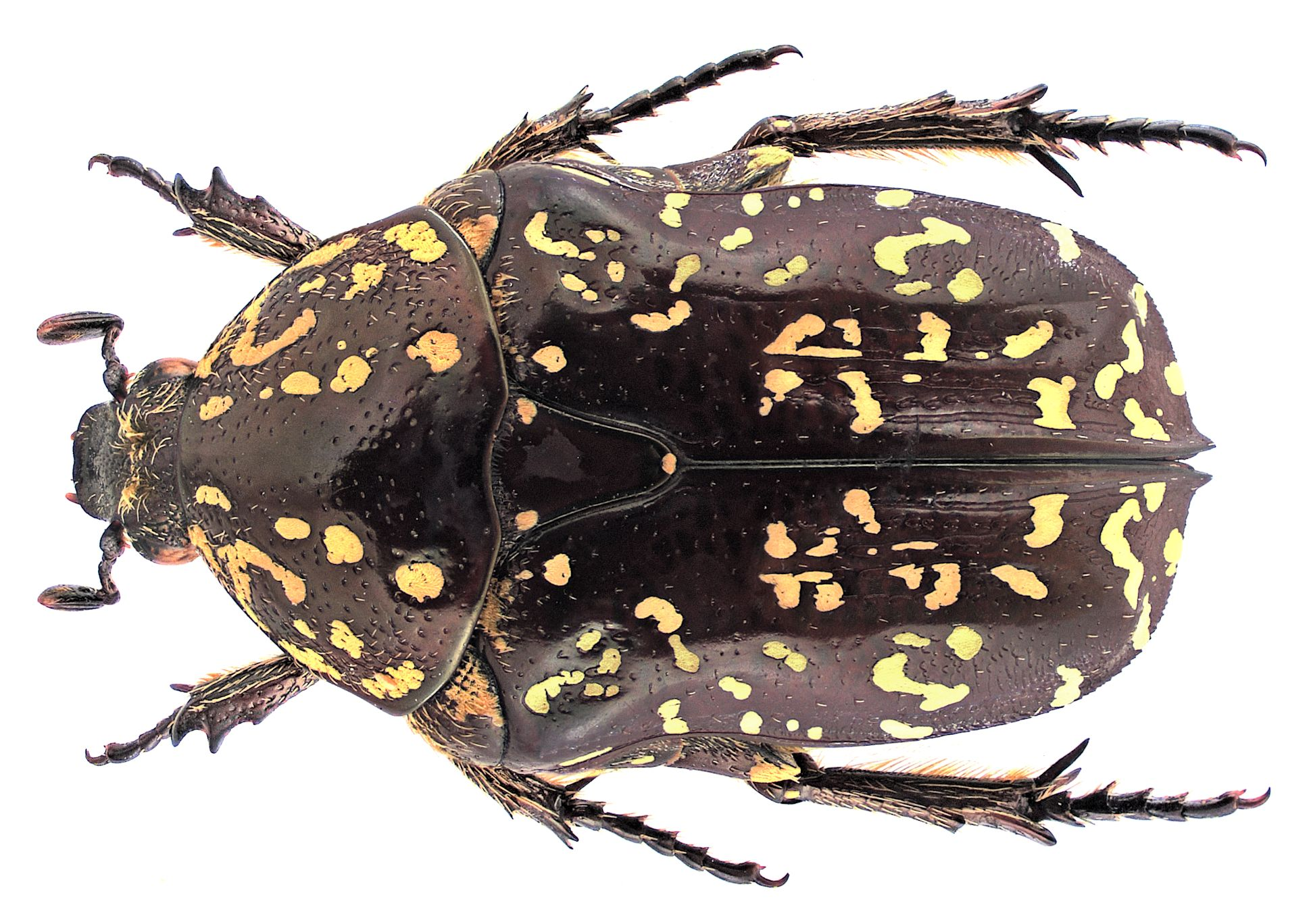